# Neuhaus am Klausenbach
Neuhaus am Klausenbach (ungerska: Vasdobra, slovenska: Dobra) är en ort och kommun i Österrike. Den ligger i distriktet Jennersdorf i förbundslandet Burgenland, i den östra delen av landet, 150 km söder om huvudstaden Wien. Kommunen gränsar i söder till Slovenien.
Kommunen består av fyra orter (Ortschaften) (inom parentes invånarantal 1 januari 2024):
- Bonisdorf (100)
- Kalch (186)
- Krottendorf bei Neuhaus am Klausenbach (125)
- Neuhaus am Klausenbach (490)